# Johann Gottlieb Benjamin Siegert

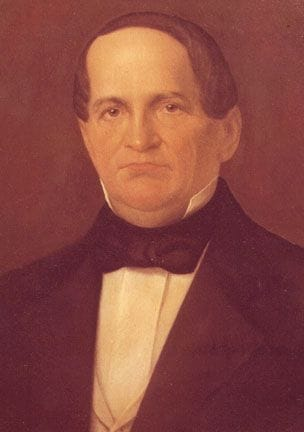
Johann Gottlieb Benjamin Siegert

Johann Gottlieb Benjamin Siegert (* 22. November 1796 in Groß Walditz bei Liegnitz; † 13. September 1870 in Ciudad Bolívar) war der Erfinder des Bitterlikörs Angostura (Angostura Aromatic Bitters).

## Leben
Johann Gottlieb Benjamin Siegert wuchs mit acht Geschwistern als Sohn des Küchenmeisters der Ritterakademie Liegnitz, Johann Christoph Siegert, in Groß Walditz auf.
Er studierte in Berlin Medizin. 1815 nahm er als Feld-Chirurgus und Wundarzt an der Schlacht bei Waterloo auf Seiten Preußens unter Gebhard Leberecht von Blücher teil und wurde mit der Kriegsmedaille ausgezeichnet. Anschließend nahm er sein Medizinstudium in Berlin wieder auf.
Aufgrund einer heftigen Auseinandersetzung mit seinem ältesten Bruder, der ihm sein Studium finanziert hatte, floh er nach Hamburg. Dort war der Gesandte Lopez Mendez im Auftrag von Simón Bolívar auf der Suche nach fähigen Offizieren. Auf Vermittlung des Generals von Eben ernannte ihn Lopez zum Regiments-Chirurgus der Armee des südamerikanischen Freiheitskämpfers. Am 25. Februar 1820 trat er auf einer Brigg die Reise nach Angostura (heute Ciudad Bolívar) an, das er mit einem Zwischenhalt in St. Thomas am 1. August 1820 erreichte. Bis auf einen kurzen Feldzug mit den Truppen Bolívars (bei dem er vermutlich seine erste Frau kennenlernte) hat er Angostura nicht mehr verlassen.
In Angostura wurde ihm die Leitung des Militär-Hospitals übertragen. Er wurde zum Stadt-Physikus ernannt und übernahm zusätzlich die Leitung des Stadt-Hospitals sowie der Apotheke. Er führte eine gut gehende Praxis und brachte es zu hoher Anerkennung und Wohlstand.
Selbst erkrankte er gleich zu Beginn an Gelbfieber und anderen Tropenkrankheiten, was ihn dazu veranlasste, für sich selbst und seine Klientel nach wirksamen Arzneien zu forschen. 1824 gelang es ihm, aus zahlreichen pflanzlichen Zutaten ein Tonikum zu extrahieren, das sich als wirksam gegen Magen- und Darmkrankheiten, Diarrhoe und Ruhr erwies. Offiziere, Kapitäne, Matrosen und Chef von Handelshäusern nahmen begeistert Flaschen davon mit nach Europa, wo sich der Ruf rasant verbreitete. An fast allen Königshöfen wurde das Tonikum sehr geschätzt, auf Weltausstellungen mit Goldmedaillen ausgezeichnet. Eine ist auf dem Original-Etikett abgebildet. Die schnell ansteigende Nachfrage zwang Siegert dazu, bis auf die Leitung des Militär-Hospitals alle seine ärztlichen Verpflichtungen aufzugeben und sich nur der Produktion des „Amargo de Angostura Segun Secreta de J.G.B. Siegert“ zu widmen.
Nach dem Tod seiner ersten Frau, der Kolumbianerin Maria Pastora del Pilar Araujo Flores, mit der er vier lebende Kinder hatte, heiratete er ein zweites Mal, Maria Bonifacia Isabel Gómez de Zaa y Doazán, mit der er sechs lebende Kinder hatte.
Er starb am 18. September 1870. Drei seiner Söhne führten das Geschäft fort, verlegten es 1875 nach Port of Spain auf Trinidad und brachten es dort zu Reichtum.

## Unabhängigkeitskriege in Südamerika
Im Norden Südamerikas kämpften die Separatisten unter der Führung von Simón Bolívar gegen Spanien. Einem Gesandten Bolívars war es gelungen, Siegert wegen seiner medizinischen Ausbildung und seiner Erfahrungen im Krieg gegen Napoleon für den Einsatz im südamerikanischen Freiheitskampf zu verpflichten. Siegerts Erfahrung und sein Talent führten unmittelbar nach Eintreffen in Angostura zu seiner Ernennung als Leitender Arzt des dortigen Militär-Hospitals. Während „es eine gut dokumentierte Geschichtsschreibung über die britische Unterstützung und über die Hilfe französischer Offiziere gibt, wissen wir dagegen so gut wie nichts über die Hilfe, die uns Deutschland im Krieg gegen Spanien gab“. Die „Berichte über die Söhne des großherzigen und edelmütigen Deutschland welche ebenso in Südamerika für die Freiheit kämpften, sind dürftig“, beklagte César García Rosell in Lima Anfang der 1960er Jahre. In der Tat verlaufen die Spuren der meisten „deutschen Legionäre“ in Südamerika im Sand. In der mutmaßlich umfangreichsten Liste Freiwilliger aus den deutschen Ländern des frühen 19. Jahrhunderts in der Armee von Bolívar von Günter Kahle aus dem Jahr 1980 fehlt allerdings der Name des Arztes, Botanikers und Erfinder des Angosturabitters Johann Gottlieb Benjamin Siegert. Von den wahrscheinlich 6000 europäischen Legionären waren etwa 300 Deutsche. Von allen Europäern überlebten wohl nur 150 die Kämpfe, die schlechte Verpflegung und Krankheiten wie Cholera, Typhus oder Denguefieber. „Die Legionäre hatten von einem Dorado geträumt“, sie fanden aber ein Angostura, das „aus Lehmbaracken oder Ziegelhütten bestand. Unmittelbar dahinter begann der Busch“. Die Felder waren vernachlässigt. „Malaria, Pocken und Gelbfieber gingen um.“ „Die Nahrungsmittel waren knapp und für europäische Mägen unverdaulich.“ So Gerhard Masur, der deutschstämmige Biograf Bolívars. „Nun war das Paradies […] mit reichlich Hölle unterfüttert“ führt der Freiburger Peter-Paul Zahl aus, der 1985 nach Jamaika ausgewandert ist.
1821 verließ Bolívar Angostura westwärts, Siegert blieb zurück und kümmerte sich um die Kranken und Verwundeten in der „Seuchenhölle“, wie die Stadt im Regenwald oft bezeichnet wurde.

## Tonikum
Der an die Arzneien und Heilmittel seiner Heimat gewöhnte Arzt war, als er mit 24 Jahren seine Aufgaben in den Tropen übernahm, auf Mittel angewiesen, die ihm von Eingeborenen empfohlen wurden, oftmals basierend auf purem Aberglauben. Also war Siegert gezwungen, eigene Forschungsarbeiten mit heimischen Kräutern und Wirkstoffen zu beginnen. Nach vier Jahren war die Formel für ein Kräutertonikum gegen Magen- und Darmkrankheiten soweit ausgereift, dass er es in seiner Privatpraxis in der Stadt am Ufer des Flusses Orinoco erfolgreich bei europäischen Patienten einsetzen konnte, die nach der wochenlangen Seereise an Koliken, Ruhr, Durchfall und anderen tropischen Krankheiten litten. Der Erfinder nannte sein Stärkungsmittel „Amargo Aromático del Dr. Siegert“ oder „Amargos aromáticos“. Unter seinen Kollegen fanden Siegerts Verdienste schnell Anerkennung.
Seefahrer mischten Angostura mit Gin und brachten es in ihre Heimat. Europäische Söldner, Seeleute und Händler machten das Tonikum in der ganzen Welt bekannt. Als seine Erfindung immer beliebter wurde, gab Siegert seinem Stärkungsmittel eine neue Bezeichnung. Er wählte den Namen der Stadt, in der er lebte: „Angostura Aromatic Bitters“. Siegert gab seinen Beruf als Arzt auf und verschrieb sich ganz der Herstellung seiner Medizin. Im Jahr 1830 begann er mit dem Export nach Trinidad und England. Er starb 1870.

## Erben
Nach Simón Bolivars Rücktritt vom Amt des Präsidenten erschütterten Venezuela ständige Unruhen und Revolutionen. Für die Söhne Siegerts wurde es unmöglich, ihr Geschäft weiterhin in Venezuela zu führen. 1875 gelang es Carlos Damaso, Alfredo Cornelio und Luis Benjamin, die Gerätschaften heimlich aus Cd. Bolivar nach Port-of-Spain zu schmuggeln und dort ständig wachsende Produktionsstätten zu errichten. Aus dem Heilmittel war inzwischen ein weltweit geschätztes Genussmittel geworden. Die immens steigende Nachfrage bescherte ihnen und den direkten Nachkommen ein bedeutendes Vermögen an Immobilien, Zuckerrohr-Plantagen und Rum-Fabriken. Sie erbauten ein ganzes Stadtviertel, durch das heute noch 7 Siegert-Straßen führen. Ein Hamburger Handelshaus ließ eigens für den Transport des Bitters in alle Welt einen Dreimaster bauen und taufte ihn auf „Dr. Siegert“. Das Siegert-Museum in Port-of-Spain (House of Angostura/Museum) erinnert an dieses Kapitel der Industrie-Geschichte.